# Roberto Domínguez
Roberto Carlos Domínguez Fuentes (Chalatenango, 9 maggio 1997) è un calciatore salvadoregno, difensore del FAS.

## Carriera

### Club
Ha sempre giocato nel campionato salvadoregno.

### Nazionale
Ha debuttato in nazionale nel 2015, venendo poi convocato per la Gold Cup 2017.

## Statistiche

### Cronologia presenze e reti in nazionale
| Cronologia completa delle presenze e delle reti in nazionale ― El Salvador | Cronologia completa delle presenze e delle reti in nazionale ― El Salvador | Cronologia completa delle presenze e delle reti in nazionale ― El Salvador | Cronologia completa delle presenze e delle reti in nazionale ― El Salvador | Cronologia completa delle presenze e delle reti in nazionale ― El Salvador | Cronologia completa delle presenze e delle reti in nazionale ― El Salvador | Cronologia completa delle presenze e delle reti in nazionale ― El Salvador | Cronologia completa delle presenze e delle reti in nazionale ― El Salvador |
| Data                                                                       | Città                                                                      | In casa                                                                    | Risultato                                                                  | Ospiti                                                                     | Competizione                                                               | Reti                                                                       | Note                                                                       |
| -------------------------------------------------------------------------- | -------------------------------------------------------------------------- | -------------------------------------------------------------------------- | -------------------------------------------------------------------------- | -------------------------------------------------------------------------- | -------------------------------------------------------------------------- | -------------------------------------------------------------------------- | -------------------------------------------------------------------------- |
| 14-11-2015                                                                 | Città del Messico                                                          | Messico                                                                    | 3 – 0                                                                      | El Salvador                                                                | Qual. Mondiali 2018                                                        | -                                                                          |                                                                            |
| 18-11-2015                                                                 | San Salvador                                                               | El Salvador                                                                | 0 – 0                                                                      | Canada                                                                     | Qual. Mondiali 2018                                                        | -                                                                          |                                                                            |
| 18-2-2016                                                                  | Panama                                                                     | Panama                                                                     | 1 – 0                                                                      | El Salvador                                                                | Amichevole                                                                 | -                                                                          | 71’                                                                        |
| 10-3-2016                                                                  | Managua                                                                    | Nicaragua                                                                  | 1 – 1                                                                      | El Salvador                                                                | Amichevole                                                                 | -                                                                          | 40’                                                                        |
| 3-9-2016                                                                   | San Salvador                                                               | El Salvador                                                                | 1 – 3                                                                      | Messico                                                                    | Qual. Mondiali 2018                                                        | -                                                                          | 19’                                                                        |
| 7-9-2016                                                                   | Vancouver                                                                  | Canada                                                                     | 3 – 1                                                                      | El Salvador                                                                | Qual. Mondiali 2018                                                        | -                                                                          |                                                                            |
| 14-1-2017                                                                  | Panama                                                                     | Costa Rica                                                                 | 0 – 0                                                                      | El Salvador                                                                | Coppa Centroamericana 2017 - 1º turno                                      | -                                                                          |                                                                            |
| 15-1-2017                                                                  | Panama                                                                     | El Salvador                                                                | 1 – 2                                                                      | Honduras                                                                   | Coppa Centroamericana 2017 - 1º turno                                      | -                                                                          | 54’                                                                        |
| 17-1-2017                                                                  | Panama                                                                     | El Salvador                                                                | 3 – 1                                                                      | Belize                                                                     | Coppa Centroamericana 2017 - 1º turno                                      | -                                                                          | 42’                                                                        |
| 21-1-2017                                                                  | Panama                                                                     | Panama                                                                     | 1 – 0                                                                      | El Salvador                                                                | Coppa Centroamericana 2017 - 1º turno                                      | -                                                                          |                                                                            |
| 22-1-2017                                                                  | Panama                                                                     | El Salvador                                                                | 1 – 0                                                                      | Nicaragua                                                                  | Coppa Centroamericana 2017 - 1º turno                                      | -                                                                          |                                                                            |
| 22-3-2017                                                                  | Willemstad                                                                 | Curaçao                                                                    | 1 – 1                                                                      | El Salvador                                                                | Amichevole                                                                 | -                                                                          |                                                                            |
| 28-5-2017                                                                  | Washington                                                                 | El Salvador                                                                | 2 – 2                                                                      | Honduras                                                                   | Amichevole                                                                 | -                                                                          | 7’ 45’                                                                     |
| 8-10-2017                                                                  | Houston                                                                    | Canada                                                                     | 0 – 1                                                                      | El Salvador                                                                | Amichevole                                                                 | -                                                                          | 84’                                                                        |
| 3-6-2018                                                                   | Houston                                                                    | El Salvador                                                                | 1 – 0                                                                      | Honduras                                                                   | Amichevole                                                                 | -                                                                          |                                                                            |
| 9-9-2018                                                                   | Look Out                                                                   | Montserrat                                                                 | 1 – 2                                                                      | El Salvador                                                                | CONCACAF Nations League 2019-2020 - Qualificazioni                         | -                                                                          |                                                                            |
| 12-9-2018                                                                  | Washington                                                                 | Brasile                                                                    | 5 – 0                                                                      | El Salvador                                                                | Amichevole                                                                 | -                                                                          |                                                                            |
| 14-10-2018                                                                 | San Salvador                                                               | El Salvador                                                                | 3 – 0                                                                      | Barbados                                                                   | CONCACAF Nations League 2019-2020 - Qualificazioni                         | -                                                                          |                                                                            |
| 17-11-2018                                                                 | Hamilton                                                                   | Bermuda                                                                    | 1 – 0                                                                      | El Salvador                                                                | CONCACAF Nations League 2019-2020 - Qualificazioni                         | -                                                                          |                                                                            |
| 21-11-2018                                                                 | San Salvador                                                               | El Salvador                                                                | 1 – 0                                                                      | Haiti                                                                      | Amichevole                                                                 | -                                                                          |                                                                            |
| 7-3-2019                                                                   | Los Angeles                                                                | Guatemala                                                                  | 1 – 3                                                                      | El Salvador                                                                | Amichevole                                                                 | -                                                                          |                                                                            |
| 24-3-2019                                                                  | San Salvador                                                               | El Salvador                                                                | 2 – 0                                                                      | Giamaica                                                                   | CONCACAF Nations League 2019-2020 - Qualificazioni                         | -                                                                          |                                                                            |
| 27-3-2019                                                                  | Washington                                                                 | Perù                                                                       | 0 – 2                                                                      | El Salvador                                                                | Amichevole                                                                 | -                                                                          |                                                                            |
| 2-6-2019                                                                   | Washington                                                                 | El Salvador                                                                | 1 – 0                                                                      | Haiti                                                                      | Amichevole                                                                 | -                                                                          |                                                                            |
| 9-6-2019                                                                   | Rifu                                                                       | Giappone                                                                   | 2 – 0                                                                      | El Salvador                                                                | Amichevole                                                                 | -                                                                          |                                                                            |
| 18-6-2019                                                                  | Kingston                                                                   | Curaçao                                                                    | 0 – 1                                                                      | El Salvador                                                                | Gold Cup 2019 - 1º turno                                                   | -                                                                          |                                                                            |
| 22-6-2019                                                                  | Houston                                                                    | El Salvador                                                                | 0 – 0                                                                      | Giamaica                                                                   | Gold Cup 2019 - 1º turno                                                   | -                                                                          | 10’                                                                        |
| 26-6-2019                                                                  | Los Angeles                                                                | Honduras                                                                   | 4 – 0                                                                      | El Salvador                                                                | Gold Cup 2019 - 1º turno                                                   | -                                                                          |                                                                            |
| 8-9-2019                                                                   | San Salvador                                                               | El Salvador                                                                | 3 – 0                                                                      | Saint Lucia                                                                | CONCACAF Nations League 2019-2020 - 1º Turno                               | -                                                                          |                                                                            |
| 11-9-2019                                                                  | Santiago de los Caballeros                                                 | Rep. Dominicana                                                            | 1 – 0                                                                      | El Salvador                                                                | CONCACAF Nations League 2019-2020 - 1º Turno                               | -                                                                          |                                                                            |
| 13-10-2019                                                                 | Look Out                                                                   | Montserrat                                                                 | 0 – 2                                                                      | El Salvador                                                                | CONCACAF Nations League 2019-2020 - 1º Turno                               | 1                                                                          |                                                                            |
| 15-10-2019                                                                 | Gros Islet                                                                 | Saint Lucia                                                                | 0 – 2                                                                      | El Salvador                                                                | CONCACAF Nations League 2019-2020 - 1º Turno                               | -                                                                          |                                                                            |
| 17-11-2019                                                                 | San Salvador                                                               | El Salvador                                                                | 1 – 0                                                                      | Montserrat                                                                 | CONCACAF Nations League 2019-2020 - 1º Turno                               | -                                                                          | 59’                                                                        |
| 19-11-2019                                                                 | San Salvador                                                               | El Salvador                                                                | 2 – 0                                                                      | Rep. Dominicana                                                            | CONCACAF Nations League 2019-2020 - 1º Turno                               | -                                                                          |                                                                            |
| 10-12-2020                                                                 | Fort Lauderdale                                                            | Stati Uniti                                                                | 6 – 0                                                                      | El Salvador                                                                | Amichevole                                                                 | -                                                                          | 61’                                                                        |
| 26-3-2021                                                                  | San Salvador                                                               | El Salvador                                                                | 2 – 0                                                                      | Grenada                                                                    | Qual. Mondiali 2022                                                        | -                                                                          | 89’                                                                        |
| 29-3-2021                                                                  | Willemstad                                                                 | Montserrat                                                                 | 1 – 1                                                                      | El Salvador                                                                | Qual. Mondiali 2022                                                        | -                                                                          |                                                                            |
| 9-6-2021                                                                   | San Salvador                                                               | El Salvador                                                                | 3 – 0                                                                      | Antigua e Barbuda                                                          | Qual. Mondiali 2022                                                        | -                                                                          | 72’                                                                        |
| 16-6-2021                                                                  | San Salvador                                                               | El Salvador                                                                | 2 – 0                                                                      | Saint Kitts e Nevis                                                        | Qual. Mondiali 2022                                                        | -                                                                          | 81’                                                                        |
| 27-6-2021                                                                  | Los Angeles                                                                | El Salvador                                                                | 0 – 0                                                                      | Guatemala                                                                  | Amichevole                                                                 | -                                                                          | 31’                                                                        |
| 4-7-2021                                                                   | Pola                                                                       | Qatar                                                                      | 1 – 0                                                                      | Guatemala                                                                  | Amichevole                                                                 | -                                                                          |                                                                            |
| 22-8-2021                                                                  | Carson                                                                     | El Salvador                                                                | 0 – 0                                                                      | Costa Rica                                                                 | Amichevole                                                                 | -                                                                          |                                                                            |
| 5-9-2021                                                                   | San Salvador                                                               | El Salvador                                                                | 0 – 0                                                                      | Honduras                                                                   | Qual. Mondiali 2022                                                        | -                                                                          | 63’ 90’                                                                    |
| 24-9-2021                                                                  | Washington                                                                 | Guatemala                                                                  | 0 – 2                                                                      | El Salvador                                                                | Amichevole                                                                 | -                                                                          |                                                                            |
| 8-10-2021                                                                  | San Salvador                                                               | El Salvador                                                                | 1 – 0                                                                      | Panama                                                                     | Qual. Mondiali 2022                                                        | -                                                                          |                                                                            |
| 11-10-2021                                                                 | San José                                                                   | Costa Rica                                                                 | 2 – 1                                                                      | El Salvador                                                                | Qual. Mondiali 2022                                                        | -                                                                          | 63’                                                                        |
| 6-11-2021                                                                  | Washington                                                                 | El Salvador                                                                | 0 – 1                                                                      | Bolivia                                                                    | Amichevole                                                                 | -                                                                          |                                                                            |
| 13-11-2021                                                                 | San Salvador                                                               | El Salvador                                                                | 1 – 1                                                                      | Giamaica                                                                   | Qual. Mondiali 2022                                                        | -                                                                          | 45’                                                                        |
| 28-1-2022                                                                  | Columbus                                                                   | Stati Uniti                                                                | 1 – 0                                                                      | El Salvador                                                                | Qual. Mondiali 2022                                                        | -                                                                          |                                                                            |
| 31-1-2022                                                                  | San Pedro Sula                                                             | Honduras                                                                   | 0 – 2                                                                      | El Salvador                                                                | Qual. Mondiali 2022                                                        | -                                                                          | 56’                                                                        |
| 3-2-2022                                                                   | San Salvador                                                               | El Salvador                                                                | 0 – 2                                                                      | Canada                                                                     | Qual. Mondiali 2022                                                        | -                                                                          | 18’                                                                        |
| 25-3-2022                                                                  | Kingston                                                                   | Giamaica                                                                   | 1 – 1                                                                      | El Salvador                                                                | Qual. Mondiali 2022                                                        | -                                                                          |                                                                            |
| 27-3-2022                                                                  | San Salvador                                                               | El Salvador                                                                | 1 – 2                                                                      | Costa Rica                                                                 | Qual. Mondiali 2022                                                        | -                                                                          | Cap. 14’                                                                   |
| 5-6-2022                                                                   | San Salvador                                                               | El Salvador                                                                | 3 – 1                                                                      | Grenada                                                                    | Qual. Mondiali 2022                                                        | -                                                                          |                                                                            |
| 8-6-2022                                                                   | Saint George's                                                             | Grenada                                                                    | 2 – 2                                                                      | El Salvador                                                                | Qual. Mondiali 2022                                                        | -                                                                          | 81’                                                                        |
| 15-6-2022                                                                  | San Salvador                                                               | El Salvador                                                                | 1 – 1                                                                      | Stati Uniti                                                                | Qual. Mondiali 2022                                                        | -                                                                          |                                                                            |
| 23-3-2023                                                                  | Los Angeles                                                                | Honduras                                                                   | 1 – 0                                                                      | El Salvador                                                                | Amichevole                                                                 | -                                                                          | 72’                                                                        |
| 28-3-2023                                                                  | Orlando                                                                    | Stati Uniti                                                                | 1 – 0                                                                      | El Salvador                                                                | CONCACAF Nations League 2022-2023 - 1º Turno                               | -                                                                          |                                                                            |
| 15-6-2023                                                                  | Toyota                                                                     | Giappone                                                                   | 6 – 0                                                                      | El Salvador                                                                | Amichevole                                                                 | -                                                                          | 27’                                                                        |
| 1-7-2023                                                                   | Harrison                                                                   | El Salvador                                                                | 0 – 0                                                                      | Costa Rica                                                                 | Gold Cup 2023 - 1º turno                                                   | -                                                                          | 73’                                                                        |
| 5-7-2023                                                                   | Houston                                                                    | Panama                                                                     | 2 – 2                                                                      | El Salvador                                                                | Gold Cup 2023 - 1º turno                                                   | -                                                                          |                                                                            |
| 14-6-2024                                                                  | Filadelfia                                                                 | El Salvador                                                                | 0 – 1                                                                      | Perù                                                                       | Amichevole                                                                 | -                                                                          | 46’                                                                        |
| 27-7-2024                                                                  | Los Angeles                                                                | Guatemala                                                                  | 0 – 1                                                                      | El Salvador                                                                | Amichevole                                                                 | -                                                                          | 89’                                                                        |
| 14-11-2024                                                                 | San Salvador                                                               | El Salvador                                                                | 1 – 0                                                                      | Bonaire                                                                    | CONCACAF Nations League 2024-2025 - 1º turno                               | -                                                                          |                                                                            |
| 17-11-2024                                                                 | San Salvador                                                               | El Salvador                                                                | 1 – 0                                                                      | Montserrat                                                                 | CONCACAF Nations League 2024-2025 - 1º turno                               | -                                                                          |                                                                            |
| 31-5-2025                                                                  | Chattanooga                                                                | El Salvador                                                                | 1 – 1                                                                      | Guatemala                                                                  | Amichevole                                                                 | -                                                                          | 46’                                                                        |
| 24-6-2025                                                                  | Houston                                                                    | Canada                                                                     | 2 – 0                                                                      | El Salvador                                                                | Gold Cup 2025 - 1º turno                                                   | -                                                                          | 20’                                                                        |
| Totale                                                                     |                                                                            | Presenze                                                                   | 67                                                                         |                                                                            | Reti                                                                       | 1                                                                          |                                                                            |